# Бурмак, Михаил Савельевич
Михаил Савельевич Бурмак (23 ноября 1920 — 1 октября 1994) — советский военный деятель, генерал-майор артиллерии.

## Биография
Родился в 1920 году в деревне Кайлы. Член КПСС с 1943 года.
В 1939 году окончил Томское артиллерийское училище. Командир взвода, командир батареи, участник Великой Отечественной войны, помощник начальника штаба полка, бригады, начальник штаба полка, бригады, командир артиллерийского дивизиона, командир артиллерийского полка, заместитель командира артиллерийской бригады, командир ракетной бригады, командир ракетной дивизии, начальник ЗЦКП ракетных войск.
В 1955 году окончил Военную академию имени М. В. Фрунзе.
Делегат XXII съезда КПСС.
Похоронен на Лайковском кладбище.